# 手機規格
手機可設計成眾多不同规格（Form Factor），包括尺寸、形状和设计风格等，取決於对手機功能或美感的需求。

## 固定規格

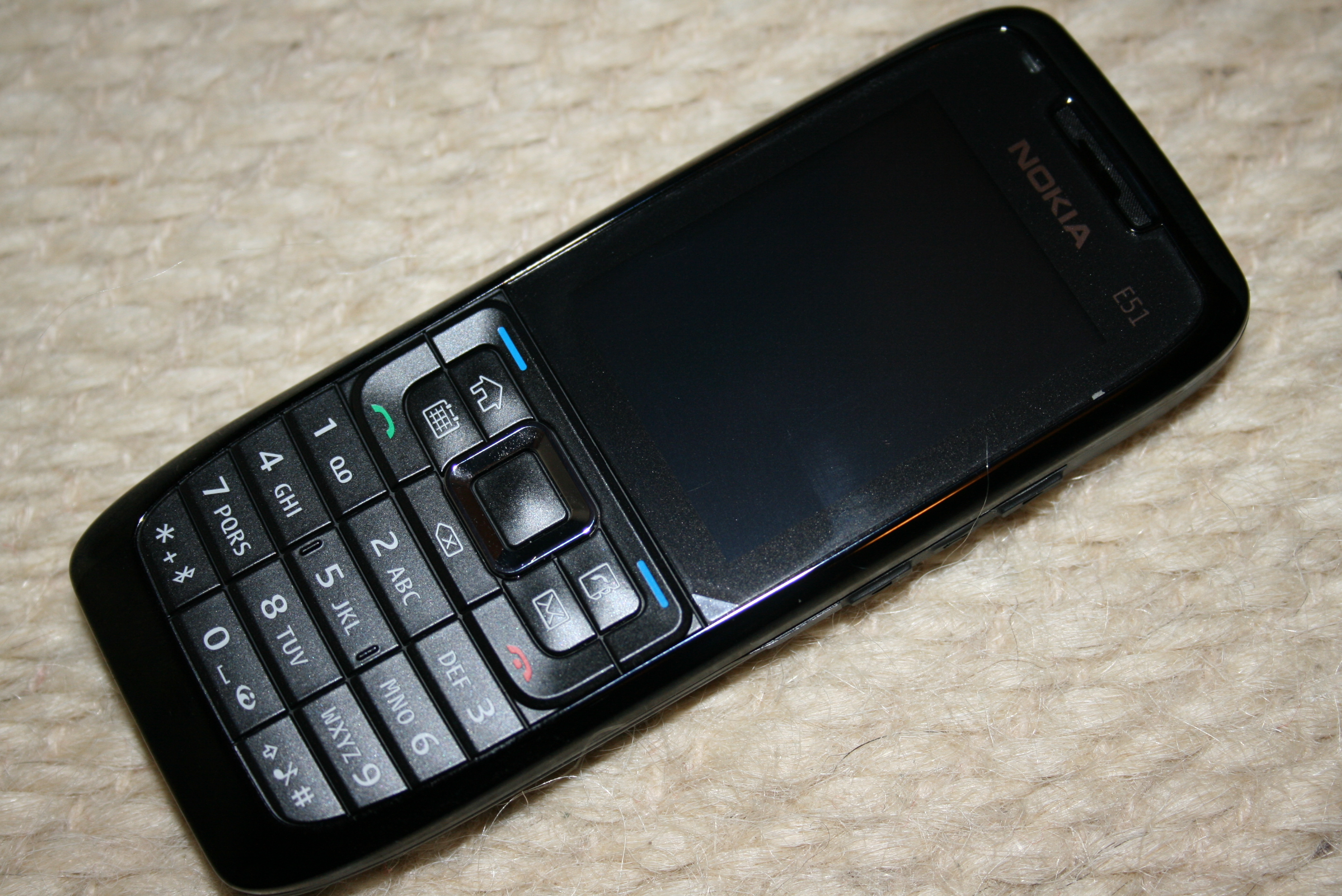
諾基亞诺基亚E51，典型的直機。

### 直機
直機（亦名直式手機、直身機、直立式手機等）特色是外形設計成長方體，在智能手機崛起前，此規格獲諾基亞、摩托羅拉及索尼愛立信等大部分製造商廣泛應用，是當時手機設計的主流。直機一般將螢幕及按鍵設計在同一平面，當中韓國三星公司SPH-M620手機規格別樹一幟，首次將電話及隨身聽功能整合在同一手機的兩面上。

### 平板式

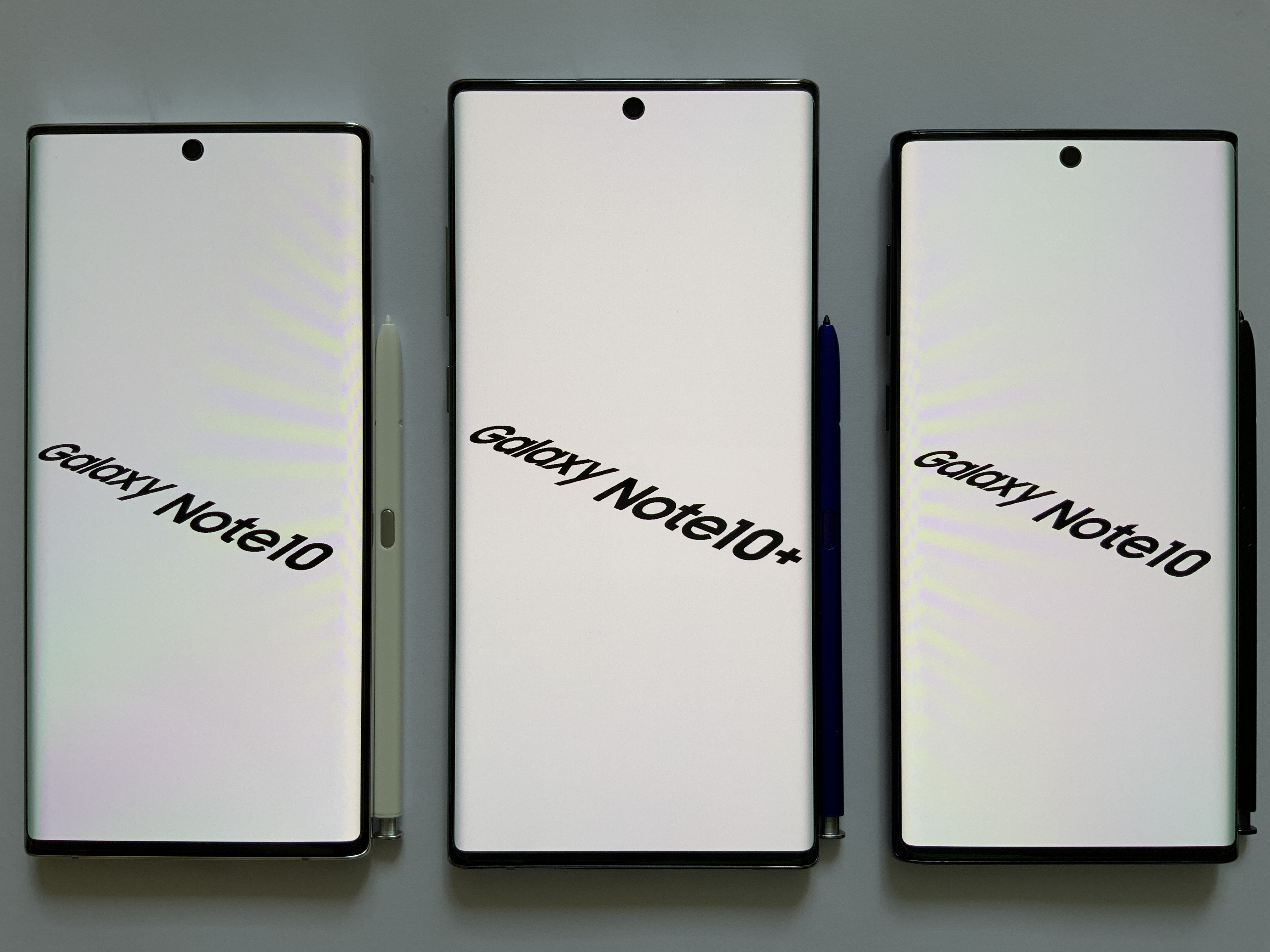
平板式智能手機

平板式手機（英語：Slate）是直機的變體，類似平板電腦。與一般直立式手機不同的是其按鍵大幅減少，只剩最基本的按鍵，現今甚至完全淘汰傳統按鍵，只保留電源開關及音量調整鈕，將平常使用的功能大部分至全部轉移到觸控式螢幕及虛擬鍵盤上，自智能手機崛起後開始廣泛流行並成為當今手機設計的主流。典型代表有蘋果的iPhone系列、三星的Galaxy系列、華碩的ZenFone系列、華為的P及Mate系列。

## 活動規格

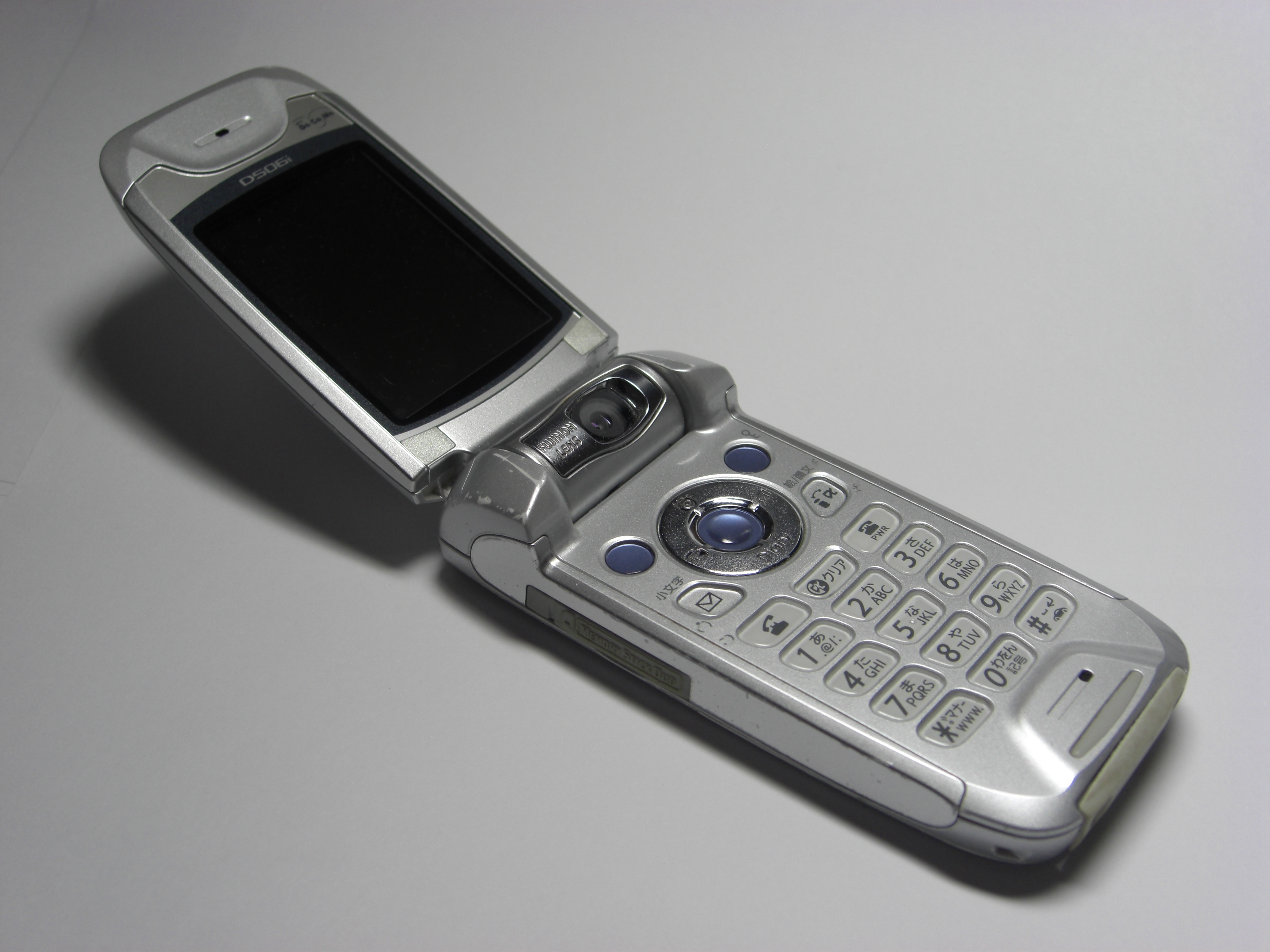
日本NTT Docomo D506i，為摺疊式手機

### 摺機

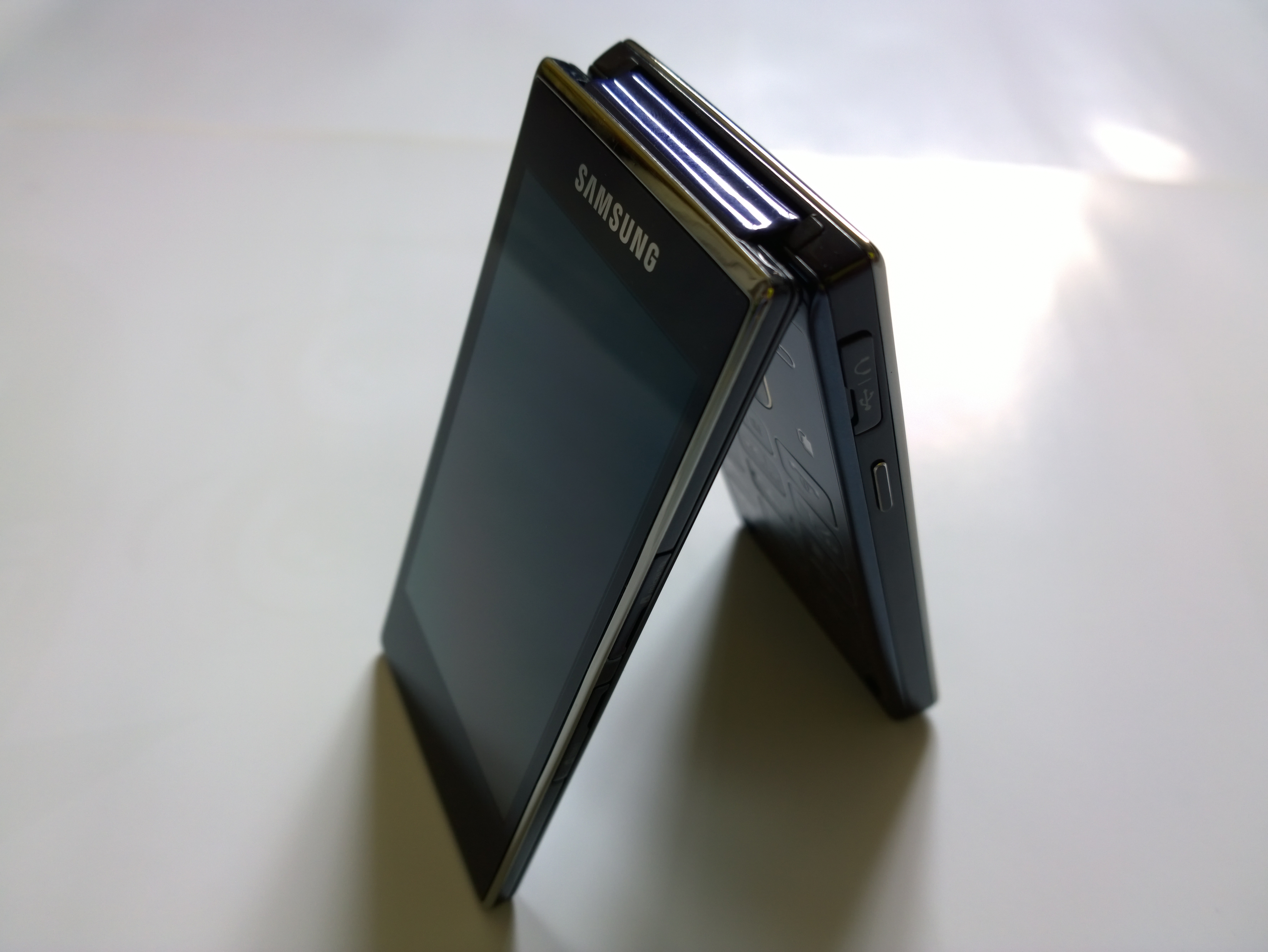
三星領世旗艦III

摺機（亦名翻蓋機、摺疊式手機等），由活動關節將手機兩或多部分組合而成，允許用戶摺疊起来。機蓋打開時，機身較長，能更貼近用戶的口、耳，改善麥克風收音質量。機蓋摺疊時，手機佔用較小空間，方便攜帶。
生產過著名的StarTAC系列摺疊手機的摩托羅拉曾試圖將「Flip Phone」（意為摺疊手機）註冊成商標，但該詞己在社会上普遍称呼，甚至比「clamshell」（蜆殼）一詞更常用作称呼此類手機，公司最後只得放弃。
自智能手機普及以來，作為常規手機樣式的摺機亦隨著時代發展逐漸式微；2010年代末期，隨著可彎曲螢幕問世，有廠商開始研發可摺疊智能手機，將智能手機及平板電腦合二為一，使此種沉寂已久的設計有復活重生的趨勢，如三星Galaxy Fold。

### 滑蓋式

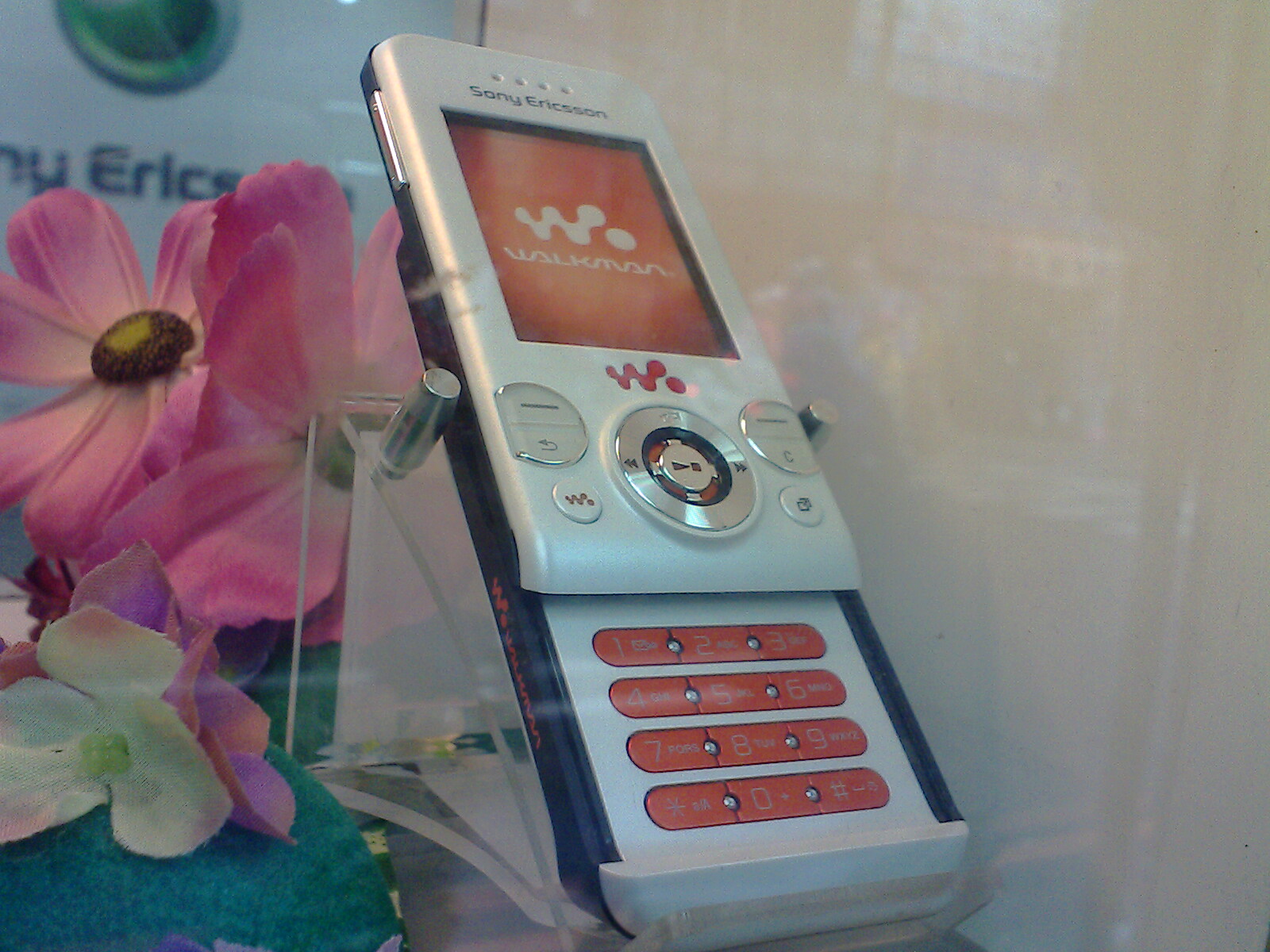
Sony Ericsson W580i，為滑蓋式手機。

滑蓋式手機（英語：Slider）一般有機体及螢幕兩部分，以滑軌連接兩体。通常上部分放置了螢幕、喇叭及必須按鍵，方便用戶不推開滑蓋就能通話；下部分是機体及数字鍵，需要用鍵盤輸入時推開滑蓋即可。 滑蓋機設計意念是為方便用者在手機上使用数字键，在不犧牲方便的情況下，將它們收納在機中。
有些滑蓋機只須輕推就能自動打開鍵盤。這些手機通常內藏彈簧，無須將滑蓋推至最盡，彈簧就能自動將鍵盤彈出，如诺基亚N85和诺基亚N95。
另一種常見滑蓋機配備標準QWERTY鍵盤，此鍵盤通常在手機側面，称側滑式鍵盤。側滑式手機方便使用者用双手拇指輸入，提升輸入速度及效率，如Danger Hiptop及Sony Mylo。
在智能手機時代的全螢幕手機熱潮，有廠商為了提高手機的屏佔比採用滑蓋設計，將攝像頭等元件隱藏在螢幕下，如小米MIX 3。

### 旋蓋式
旋蓋式手機（英語：Swivel）一般有機体及旋蓋兩部分，使用時通常要將機蓋與機身沿軸互相旋轉180度。使用旋蓋式規格的手機設計概念與滑蓋式手機相似，不過此規格的手機較其他規格罕見。

### 混合式
有些手機同時使用摺疊及旋蓋式的螢幕，如诺基亚N90。